# Баньо ди Романя
Ба̀ньо ди Рома̀ня (на италиански: Bagno di Romagna, на местен диалект Bagn d'Rumàgna, Бан ъд Руманя) е градче и община в северна Италия, провинция Форли-Чезена, регион Емилия-Романя. Разположено е на 462 m надморска височина. Населението на общината е 6100 души (към 2012 г.).

## История
До 1923 г. общината е част на провинция Флоренция, регион Тоскана. Тя се намира в историческата област, наречена Тосканска Романя (на италиански: Romagna Toscana). В тази година общината участва в провинция Ферара.